# Генріх Мюллер-Едцардс
Генріх Мюллер-Едцардс (нім. Heinrich Müller-Edzards; 18 березня 1910, Бремергафен — 13 травня 1966) — німецький офіцер-підводник, корветтен-капітан крігсмаріне.

## Біографія
1 квітня 1932 року вступив на флот. З квітня 1939 року — ад'ютант навчальної флотилії при головнокомандувачі охоронними частинами на Північному морі. З вересня 1939 року — командир корабля 12-ї флотилії мисливців за підводними човнами. З липня 1940 року — командир групи протичовнових катерів. В березні-серпні 1941 року пройшов курс підводника. З 2 жовтня 1941 по 7 червня 1943 року — командир підводного човна U-590, на якому здійснив 4 походи (разом 246 днів у морі). 11 березня 1943 року пошкодив британський торговий пароплав Jamaica Producer водотоннажністю 5464 тонн, який перевозив генеральні вантажі та пошту. З червня 1943 року — викладач тактики в AGRU-фронті, з жовтня 1943 року — в 20-й флотилії. З травня 1944 року — керівник портової підготовки в 19-й флотилії. З липня 1944 року — командир 1-го дивізіону 2-ї навчальної дивізії підводних човнів. З грудня 1944 року — навігаційний офіцер на навчальному кораблі «Сілезія». В травні 1945 року взятий в полон. 7 серпня 1945 року звільнений.

## Звання
- Кандидат в офіцери (1 квітня 1932)
- Морський кадет (4 листопада 1942)
- Фенріх-цур-зее (1 січня 1934)
- Оберфенріх-цур-зее (1 вересня 1935)
- Лейтенант-цур-зее (1 січня 1936)
- Оберлейтенант-цур-зее (1 жовтня 1937)
- Капітан-лейтенант (1 липня 1940)
- Корветтен-капітан (1 вересня 1944)

## Нагороди
- Медаль «За вислугу років у Вермахті» 4-го класу (4 роки)